# Gray megye (Texas)
Gray megye az Amerikai Egyesült Államokban, azon belül Texas államban található. Megyeszékhelye és legnagyobb városa Pampa. Lakosainak száma 21 227 fő (2020. április 1.). Gray megye Armstrong, Roberts, Wheeler, Donley, Carson, Hemphill és Collingsworth megyékkel határos.

## Népesség
A megye népességének változása:
| Lakosok száma | 22 467 | 22 703 | 22 955 | 23 043 | 23 210 | 21 227 |
|               | 2010   | 2011   | 2012   | 2013   | 2015   | 2020   |